# Angra do Heroísmo
Angra do Heroísmo (IPA: /ˈɐ̃ɡɾɐ du eɾuˈiʒmu/), lokalt kallat Angra, är en kommun och stad (med 8 654 invånare, 2011) på ön Terceira i ögruppen Azorerna, Portugal. Kommunen har en befolkning på 34 105 invånare (2017-12-31) och en areal på 239,0 km².
Kommunen är den ena av öns två kommuner. Den andra är Praia da Vitória. Angra är en av Azorernas tre regionhuvudstäder (de andra är Ponta Delgada (São Miguel) and Horta (Faial). Varje huvudstad ansvarar för ett av tre huvudområden; Angra har det juridiska sätet (Azorernas högsta domstol), därtill är staden Azorernas stiftsstad för den romersk-katolska kyrkan.
Angra do Heroísmo är Azorernas historiska huvudstad; den är även ögruppens äldsta stad, med anor från år 1450. Staden fick världsarvsstatus 1983. Omkring 1450 påbörjades kolonisationen av Terceira av Jácome de Bruges, en flamländare i tjänst hos Henrik Sjöfararen, som rekryterade bönder, fiskare och köpmän i Nederländerna för att kolonisera Azorerna.
Angra var exilort för Almeida Garrett under Napoleonkrigen. Den fungerade även som tillflyktsort för Maria II av Portugal mellan 1830 och 1833.

## Etymologi
Angra är portugisiska för liten vik. Ordet Heroísmo ("hjältemod") lades till stadens namn, Angra, av drottningen Maria II, som ett erkännande av det mod och den uppoffring folket i Angra hade och visade i kampen som slutade med bildandet av en liberal konstitutionell monarki i Portugal under 1800-talet.

## Historia

### Angras grundande

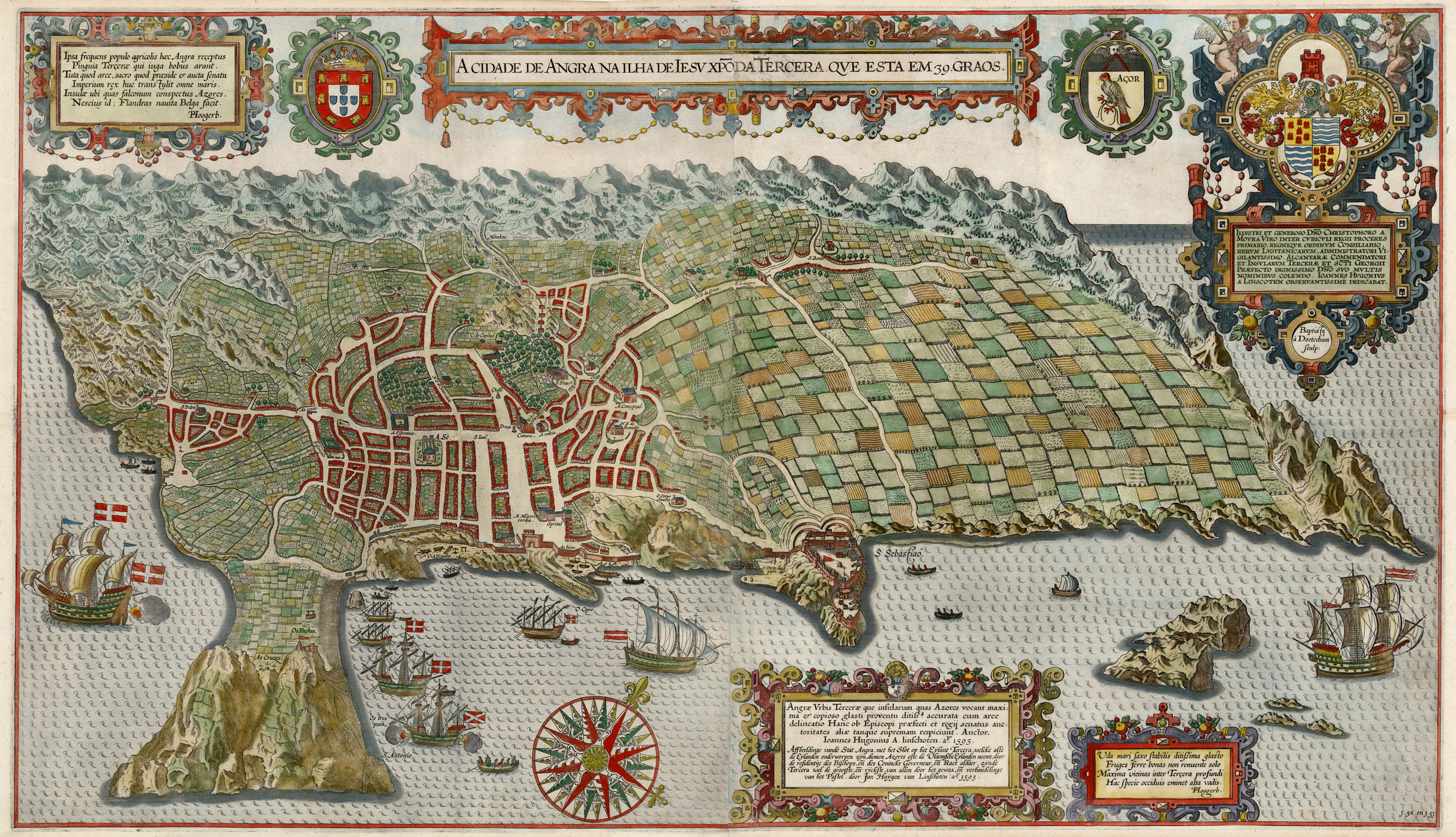
En litografi från 1500-talet (av Jan Huygen van Linschoten), som visar den omfattande odlingsarealen på Achadaslätten och centrala delarna av Angra

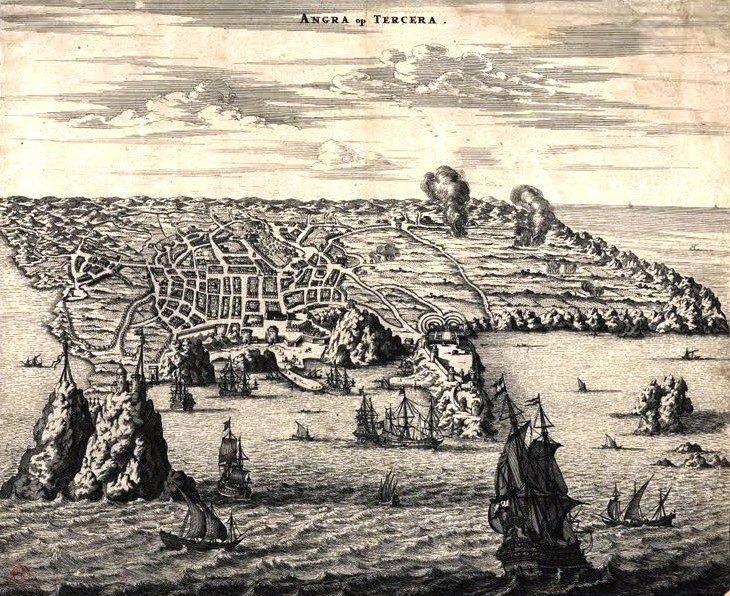
Angra do Heroísmo som staden såg ut på 1800-talet

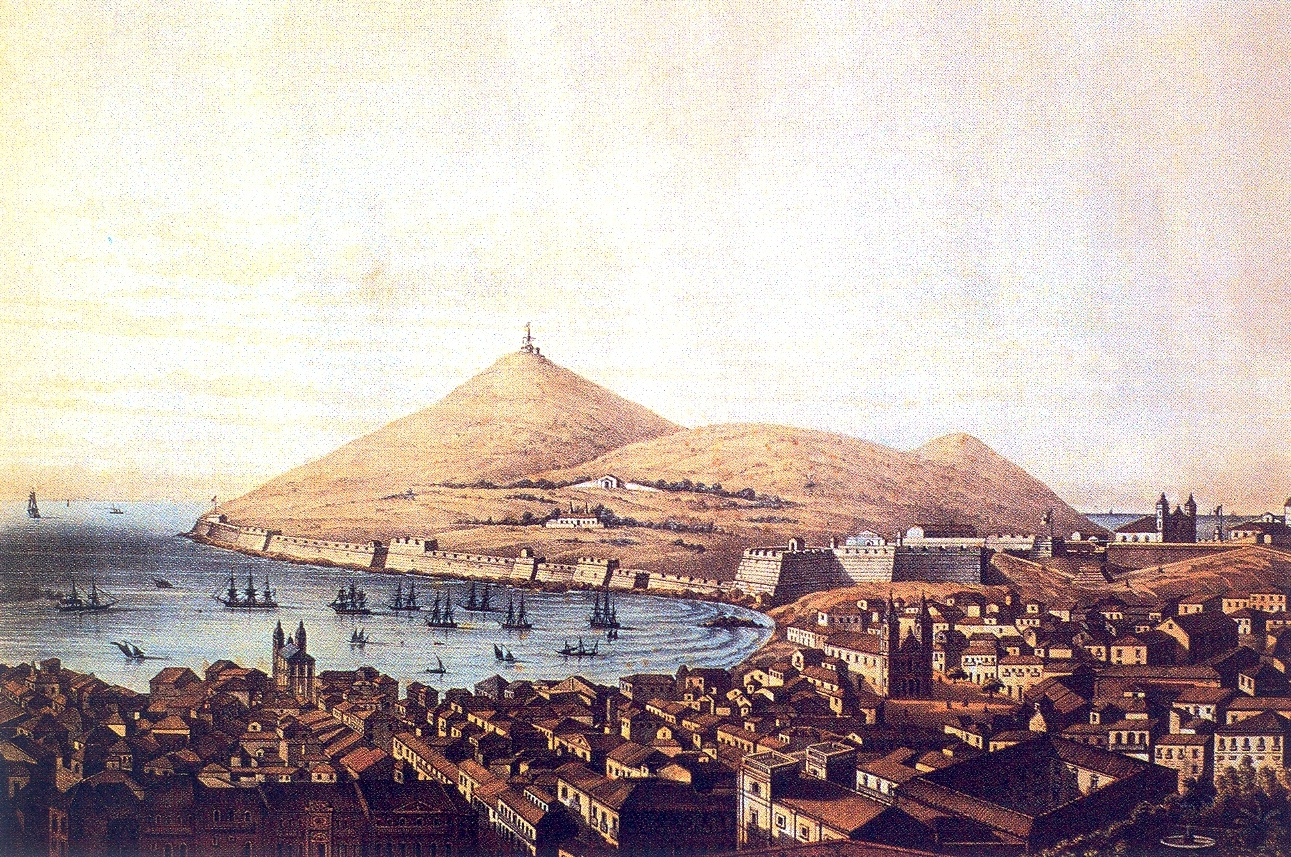
En gravyr över Angra med fästningen São João Baptista

Platsen som valdes av de första bosättarna var en åsrygg, som öppnade sig likt en amfiteater ut mot två mindre vikar åtskilda av en halvö på vilken den utslocknade vulkanen Monte Brasil ligger. En av dessa vikar, angra, var djup nog (ett medeldjup på fyrtio meter) att ge en ankringsplats för stora fartyg, och den hade därtill fördelen att den låg skyddad för de flesta starka vindarna, med undantag för dem från syd och sydost.
De första husen i Angra byggdes på sluttningen ovan den lilla viken, de branta gatorna slingrade sig ner till stranden. På hög höjd, bort från havet, påbörjades bygget av en fästning; den fick så småningom namnet Castelo dos Moinhos (Kvarnarnas kastell).
1474 beordrade Álvaro Martins Homem att floden som rann ut i viken skulle avledas i en stenlagd kanal, i rak linje nedför sluttningen, så att dess rusande vatten kunde fångas upp för att användas till vattenhjul i en kvarn. (Detta ger stöd för kastellets udda namn.) Kvarnen lade grunden för byn Angras framtida ekonomiska utveckling. Kanalen gjorde det möjligt att ge om området runt flodens sträckning en mer rätlinjig gatuplan och organisera detta till olika funktioner (kommersiell, bostäder, etc.), för att fylla den snabbt växande hamnens behov. 1534 blev Angra den första orten som fick status som stad på Azorerna. Samma år utsågs den av påve Paulus III att bli stiftet Angras säte, ett stift som skulle omfatta hela ögruppen Azorerna. Angra var huvudstad för Azorerna 1766–1832.

### Angras roll i handeln med Ostindien
Den kommersiella hamnen i det tidiga Angra (idag flyttad till Praia da Vitória, för att ge plats för fritidsbåtar och gästhamnen i dagens Angra) hade en betydande roll i Portugals handel med Ostindien i början av 1400-talet. Viken i Angra var ofta full med karaveller och galeoner, en omständighet som starkt bidrog till stadens fortsatta utveckling. Välståndet manifesteras i palats, kloster, kyrkor och fortifikationerna.
Pero Anes do Canto (1480–1556) var en portugisisk adelsman, som var född i Guimarães, Portugal och dog i Angra do Heroísmo. Han var fortifikationernas superintendent på Terceira, och för sin kompetens i denna roll och andra tjänster till den portugisiska kronan, belönades han med titeln moço fidalgo av kungahuset och titeln "Provianteringsofficer till öarnas armada och Ostindiehandelns handelsfartyg vid Azorernas samtliga öar", en titel som utvecklats genom ett antal efterföljande medlemmar i Cantosläkten under tre hundra år.
Cantos betydelse och makt kan knappast överskattas. Under perioden då Portugal handlade med sina asiatiska, afrikanska och sydamerikanska kolonier, var de ansvariga för handelsflottans skydd och välfärd (och den enorma rikedomarna i deras last) så snart skeppen närmade sig sista delen av sin resa i nordatlanten. De fungerade också som tulltjänstemän, chefsdomare som löste tvister, och tillsyningsmän över det marina försvaret av Azorerna.

### António, Prior till Crato och den portugisiska tronföljden

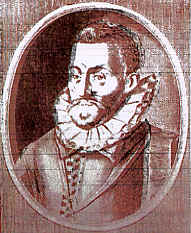
Kung António, Prior av Crato som styrde Portugal från Angra på 1500-talet under successionskrisen

Innan Filip II av Spanien hade chansen att hävda sina anspråk på kronan i Portugal 1580, utropade António, en oäkta ättling till den avsatte portugisiska kungafamiljen, den 24 juli 1580 sig själv till Portugals kung. Hans styre höll dock bara tjugo dagar. Den 25 augusti besegrades han i Slaget vid Alcântara av Spanska Habsburgarnas arméer ledda av Fernando Álvarez de Toledoa.
Efter Alcântara försökte han styra Portugal från Angra i Azorerna, där han etablerade en oppositionsregering som höll fram till 1583. Han lät även prägla mynt, en typisk suveränitetshandling. Genom denna handling ser många historiker honom som den sista av Huset Aviz monarker (istället för kardinalkungen Henrik) och Portugals artonde kung. Icke desto mindre var hans styre på Terceira endast erkänt på Azorerna.
Från denna tillflyktsort, Don António, drev han en folklig motståndsrörelse mot erkännandet av en utländsk kung. Han stöddes av ett antal franska äventyrare under Filippo di Piero Strozzi, en florentinare i exil som var i tjänst för Frankrike, men också portugisiska patrioter varav en del kom till Azorerna för att stödja honom på ett mer direkt sätt.
Slaget vid Salga
Den första militära händelsen runt Azorerna inträffade ungefär ett år efter att Antonios förkrossande nederlag i Alcântara. En spansk flotta om tio krigsfartyg, ledda av Don Pedro Valdez, bombarderade Angra den 5 juli 1581 och började därefter leta längs öns kust efter en plats lämplig för landstigning. Vi gryningen 25 juli, ankrade första skeppet med spanska trupper i Salgaviken, omkring tolv km öster om Angras hamn vid byn Vila de São Sebastião. En kustvakt, stationerad på udden Ponta do Coelho, gav larm, men när de första portugisiska styrkorna ankom hade redan ett tusental kastilianare redan landsatts och börjat plundra de kringliggande byarna. I denna fas av striderna, anföll, enligt lokala källor, den unga Brianda Pereira, tillsammans med andra kvinnor, fienden med jordbruksredskap efter att sett sitt hus förstöras.
På förmiddagen svepte spanjorerna kusten med sitt artilleri, och striderna var hårda. Mitt på dagen, då slaget ännu inte var avgjort, tänkte den augustinske munken Friar Pedro, som deltog aktivt i kampen, ut en strategin att man skulle driva boskap mot spanjorerna för att skingra dem. Över tusen boskapsdjur samlades ihop och med hjälp av skrik och muskötskott, drev man dem mot fiendens positioner. De snopna spanjorerna föll tillbaka och jagades till stranden, där de flesta av dem förlorade sina liv i stridigheterna eller drunknade då de försökte nå sina båtar. Denna okonventionella seger, Slaget vid Salgaviken, visade att António, pretendent till den portugisiska tronen, kunde räkna med en hel del lokalt stöd.
Slaget vid Ponta Delgada
Nästa större militära händelse i Azorerna inträffade först kommande sommar. Álvaro de Bazán var en spansk 1500-talsamiral. När successionskrisen bröt ut, hade Santa Cruz ett marinkommando och 1582 skickades Santa Cruz, som "Oceanens amiral", för att driva iväg tronpretendenten och hans anhängare i Angra. I numerärt underläge vann han Slaget vid Ponta Delgada den 26 juli 1582 utanför São Miguel, mot en lös konfederation av portugisiska, franska, engelska och holländska kapare.
Slaget vid Terceira
Antónios flotta var inte bara fullständigt besegrade denna dag, utan han tvingades gå fly och tvingades leva i exil i Frankrike. Hans anhängare besegrades också året därpå i vad som vanligen kallas Slaget vid Terceira, nära Angra, den 27 juli 1583. Detta slag avgjorde kampen om Azorerna (och Portugal) till de spanska habsburgarnas fördel.

### Spanska armadans födelse
Santa Cruz, den spanska amiral som besegrade Huset Aviz och dess anhängare på Azorerna, insåg att England utgjorde ett allvarligt hot mot Spanska imperiet och han blev en ivrig förespråkare för krig. Ett brev som han skrev till Filip II från Angra do Heroísmo, den 9 augusti 1583, två veckor efter slaget vid Terceira, innehåller det första definitiva förslaget att bilda Spanska armadan.

### Ett populärt tillhåll för exil
Under årens lopp, har Terceira (och Angra i synnerhet) varit ett populärt ställe för avdankade monarker att svalka sina fötter medan händelserna fortgick på Portugals fastland eller någon annanstans. 1667, nära slutet av Portugisiska restaureringskriget, störtades kung Afonso VI, hans chefsrådgivare, Castelo Melhor, och Castelo Melhors frankofila sällskap, av kungens yngre bror Pedro, hertig av Beja, (som senare regerade som Pedro II av Portugal.) Pedro installerade först sig själv som sin brors regent; därefter ordnade han Afonsos exil på ön Terceira under förespegling att han var inkapabel att styra. Afonsos exil varade i sju år.

### En självpåtagen exil

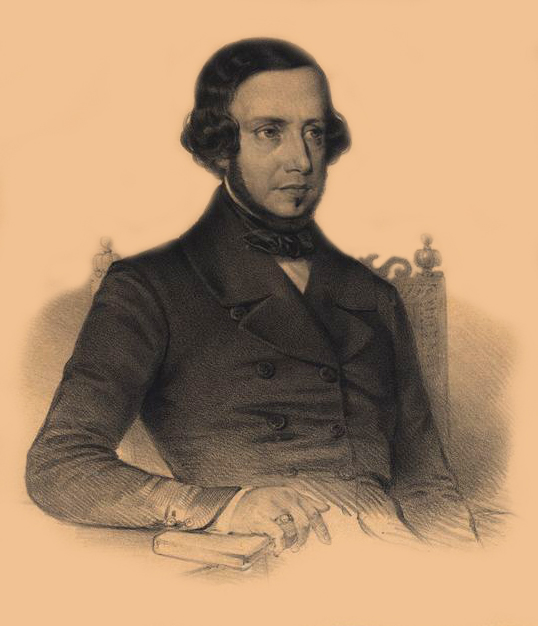
Den unga Almeida Garret, som tillsammans med sin familj flydde till Angra, under Napoleons invasion, där de förblev tills brittiska styrkor befriade Iberiska halvön

João Baptista da Silva Leitão de Almeida Garrett, mer känd som författaren Almeida Garrett, föddes 1799 i Porto, Portugal. 1809 flydde hans familj från den andra franska invasionen under Spanska självständighetskriget, som leddes av Soults trupper, och sökte sin tillflykt i Angra do Heroísmo. Under sin tid i Azorerna, undervisades han av sina farbröder, alla framstående män inom kyrkan. (Hans farbror Dom Frei Alexandre da Sagrada Família, var den tjugofemte biskopen i Angra.) 1818 lämnade Almeida Garrett ön och flyttade till Coimbra för att studera vid Coimbras universitets juridikskola.

### Hur Angra blev Angra do Heroísmo

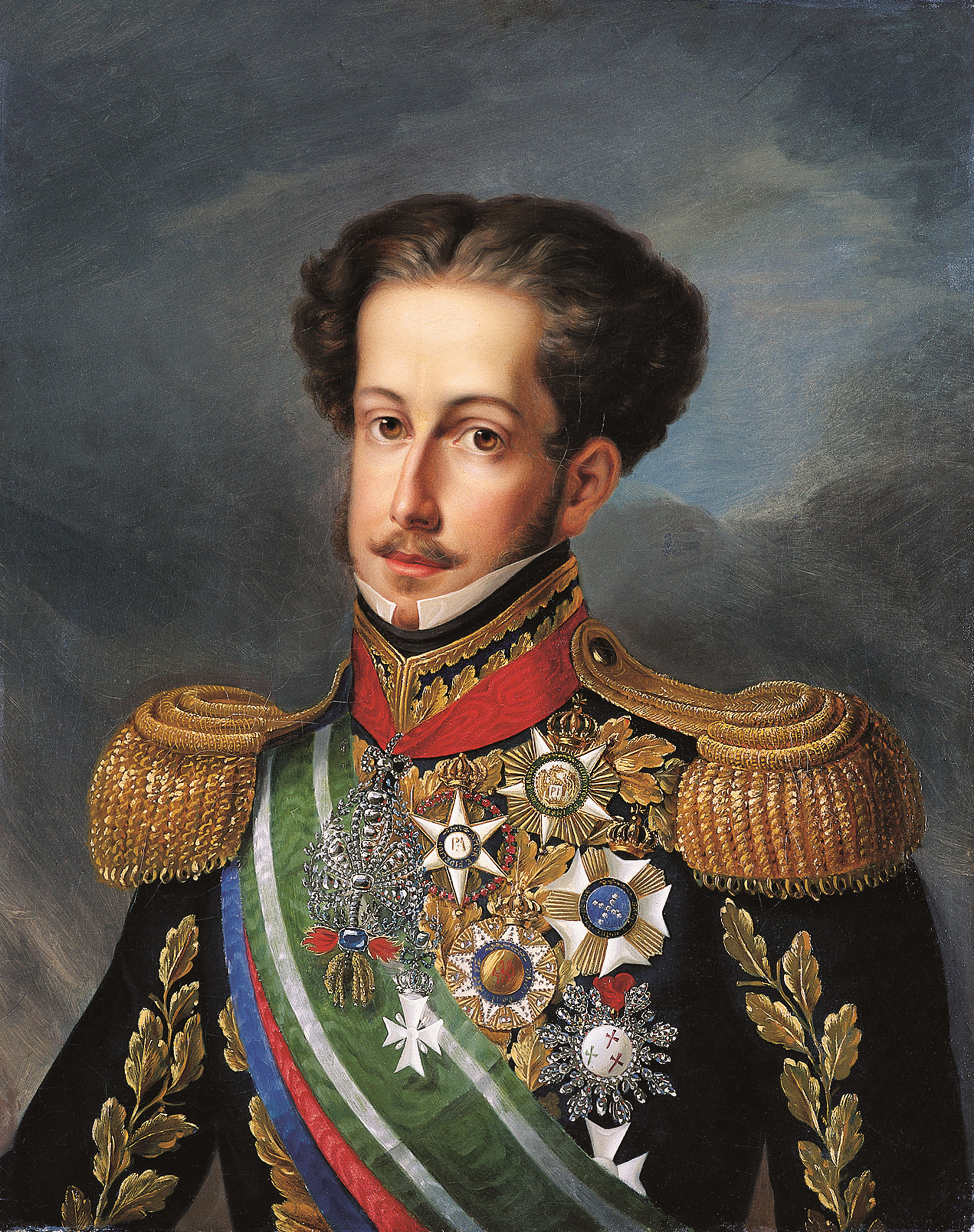
Efter en tid i London anslöt sig den före detta kejsaren Peter I av Brasilien de liberala styrkorna i Angra do Heroísmo, där han skapade en bas för kommande anfall på kontinenten under Portugisiska inbördeskriget

När kung Johan VI dog 1826, kastades landet in i en successionskris. Kungen hade en manlig arvinge, Pedro, men Pedro hade proklamerat Brasiliens självständighet 1822 och var nu kejsare Peter I av Brasilien. Ingen i Portugal ville hamna i samma situation som perioden 1808-1820, då Portugal och Brasilien styrdes som en dubbelmonarki, så även om Pedro helt klart var den rättmätiga arvtagaren, var det problematiskt om Pedro skulle återkomma som Portugals nye kung. Den förre kungen hade också en yngre bror, Miguel, men han levde i exil i Österrike efter att ha lett ett antal revolutioner mot sin far och hans liberala regim.
I ett försök att nå en salomonisk lösning abdikerade Pedro från den Portugisiska tronen till förmån för sin sju år gamla syster, Maria da Gloria, och fastställde att, när hon blir gammal nog, borde hon gifta sig med sin farbror Miguel. Pedro angav vidare att Miguel, om han ville dela tronen på dessa villkor, skulle svära en trohetsed till sin fars liberala konstitution. Miguel accepterade, men avvek ganska snart från avtalet. Han återvände från sin exil i Österrike, avsatte sin brorsdotter, och fortsatte med att grunda en absolut monarki som hans far och bror avskydde.
Ett inbördeskrig bröt ut mellan de liberala (Pedro och Maria da Gloria) och absolutisterna (Miguels fraktion), och pågick mellan 1828 och 1834. Under denna tvist antog lojalisterna Terceira och särskilt Angra som sin bas för nya attacker mot Miguels styrkor. Den 22 juni 1828, avsatte styrkor lojala till de liberala generalkaptenen på Azorerna, Manuel Vieira de Albuquerque Touvar, och deporterade honom till fastlandet och etablerade sitt högkvarter i Angra.
En av de första större striderna var Slaget vid Praiaviken, som utkämpades 28 augusti 1828, utanför Terceiras kust, mellan portugisiska lojalister och Miguels flotta i ett försök att krossa Maria da Glorias uppror i sin linda. Lojalisterna segrade.      
Under 1800-talet lades ordet Heroísmo (hjältemod) till Angras namn som ett erkännande för dess bidrag för den liberala saken i portugisiska inbördeskriget (1828–1834). Det var den segrande Maria da Gloria, regerande som Maria II av Portugal, gav Angra denna utmärkelse, hennes azoriska hem under de 6 åren av inbördeskrig.

### Ett besök av Charles Darwin
Den 20 september 1836 ankom Charles Darwin, den brittiske naturforskaren, nära slutet av sin andra resa ombord på forskningsfartyget HMS Beagle, till Azorerna och ankrade i Angra. Dagen därpå hyrde Darwin en häst och några guider och red till öns mitt där en aktiv vulkankrater sades finnas. Någon krater hittade han dock inte, istället fann han ett antal sprickor i berget där ånga kom ut. För naturforskaren blev dagen inte särskilt upplyftande. I biologisk mening, skrev Darwin, kunde han "inte hitta något av intresse."  Dagen efter reste han längs kusten och besökte staden Praia da Vitoria på öns nordöstspets. Han reste längs norra kusten på tillbakavägen och korsade öns centrala delar. 25 september avseglade han till São Miguel för att hämta upp brev som möjligen postats till honom där.

### Angra och Amerikanska inbördeskriget
Angra och den närliggande staden Praia da Vitoria stod i händelsernas centrum under en episod i Amerikanska inbördeskriget.
Då konfederationens hamnat i södern satts i en effektiv obrytbar blockad av USA:s flotta, beslutade de konfedererade staterna att få iväg dessa skepp genom att skapa andra hotbilder. De lät därför bygga handelskapare i England och Frankrike. Ett av dessa skepp lämnade Liverpool i juli 1862 som ett “handelsfartyg” och mötte upp med andra hjälpande fartyg i Praia da Vitoria. Platsen hade valts utifrån att Portugal var neutralt och att Azorerna låg långt bort från jagande skepp från US Navy. I denna hamn, och senare Angra, fördes kanoner och annat krigsmateriel över till det nya skeppet. 'CSS Alabama sattes i bruk den 24 augusti 1862 utanför Angras hamn, och lämnade Tereira för att inleda sin karriär som den effektivaste handelskaparen i örlogshistorien.

### Ngungunhanes fångenskap

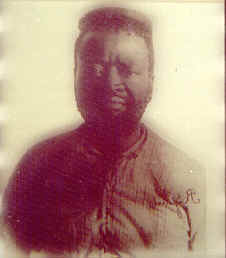
Ngungunhane, Lejonet av Gaza, tillfångatogs av portugisiska styrkor efter sitt uppror i Portugisiska Västafrika och dömdes till exil i Angra do Heroísmo

Ngungunhane (också känd som Mdungazwe Ngungunyane Nxumalo, N'gungunhana, eller Gungunhana Reinaldo Frederico Gungunhana) var född i Gaza i södra Afrika omkring 1850, och dog i Angra do Heroísmo den 23 december 1906. Han var vasall till den portugisiska kungen och regerade från 1884. Efter att ha lett ett uppror, besegrades och tillfångatogs han den 28 december 1895 av portugisiska armén, ledd av Joaquim Mouzinho de Albuquerque, i den befästa byn Chaimite. Då han redan var känd av den europeiska pressen, beslutade det portugisiska kolonialstyret att döma honom till exil istället för att arkebusera honom, vilket skulle varit det normala. Han transporterade till Lissabon, åtföljd av sonen Godide och andra dignitärer. Efter ett kort uppehåll överfördes han till Angra do Heroísmo, där han dog elva år senare.

### Jordbävningen 1980
Angra drabbades av en stor jordbävning 1 januari 1980 som orsakade en hel del skador på stadens historiska centrum och många andra platser på ön Terceira. Azorerna har upplevt många jordbävningar och vulkanutbrott sedan förhistorisk tid, men jordbävningen år 1980 var troligen den allvarligaste sedan 1700-talet. De skadade delarna i staden reparerades och återuppbyggdes inom fyra år. 1983 blev Angra do Heroísmos historiska centrum ett världsarv.

## Geografi

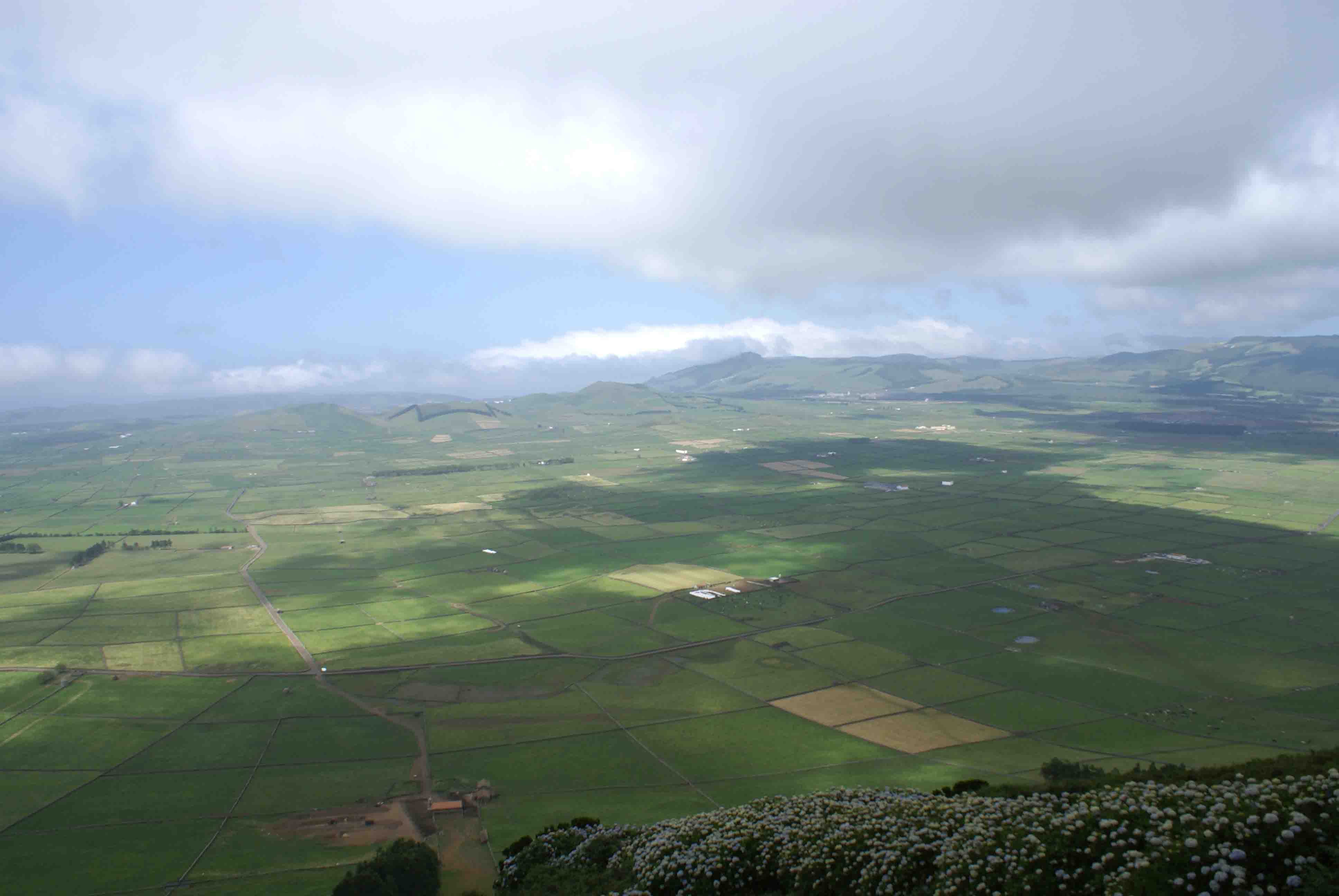
Achadaslätten, i de östra församlingarna i Angra do Heroísmo: primärt jordbruksmark

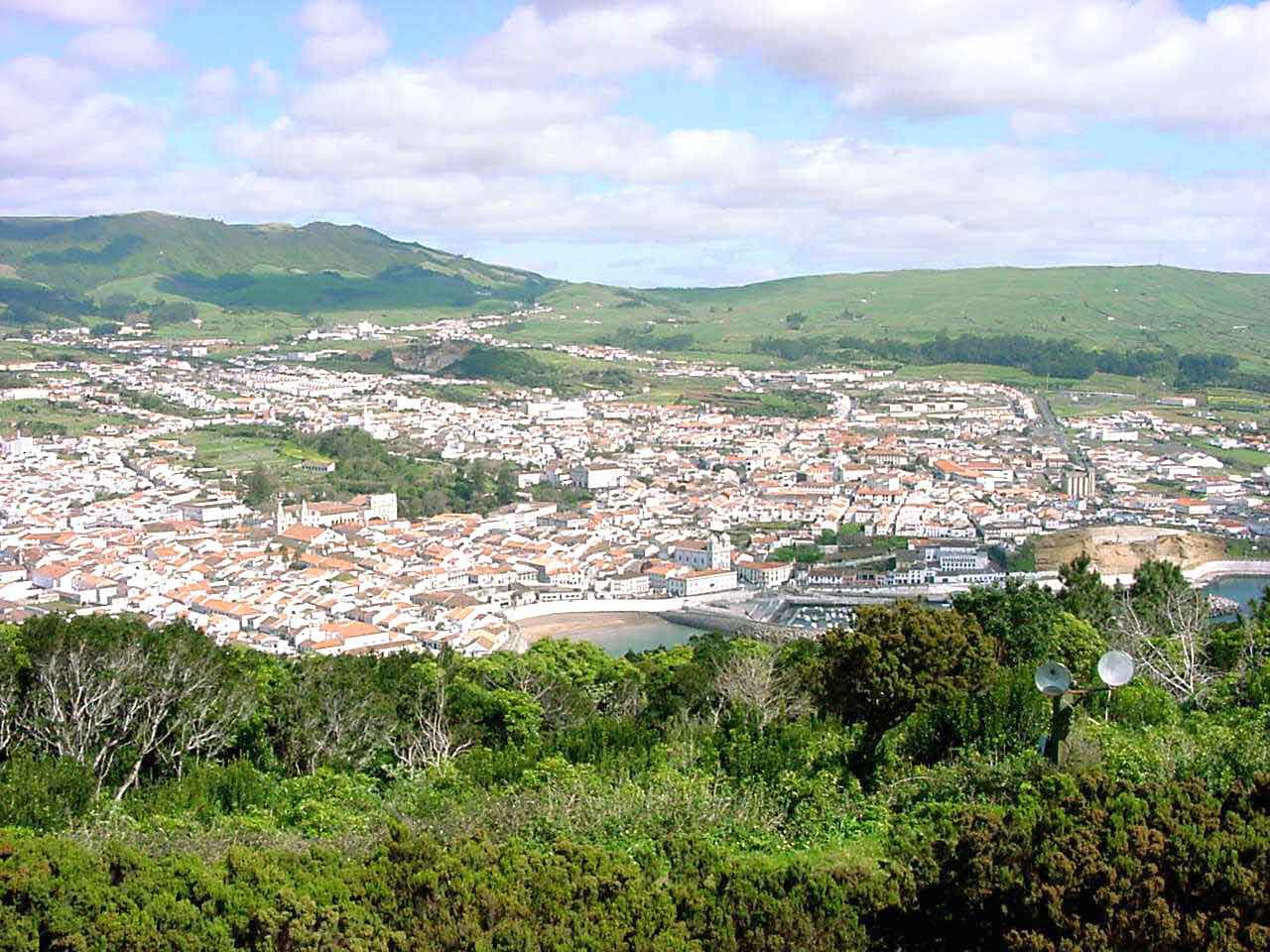
Staden Angra, omgärdat av det gröna landskapet runt Monte Brasils och Serra do Morião

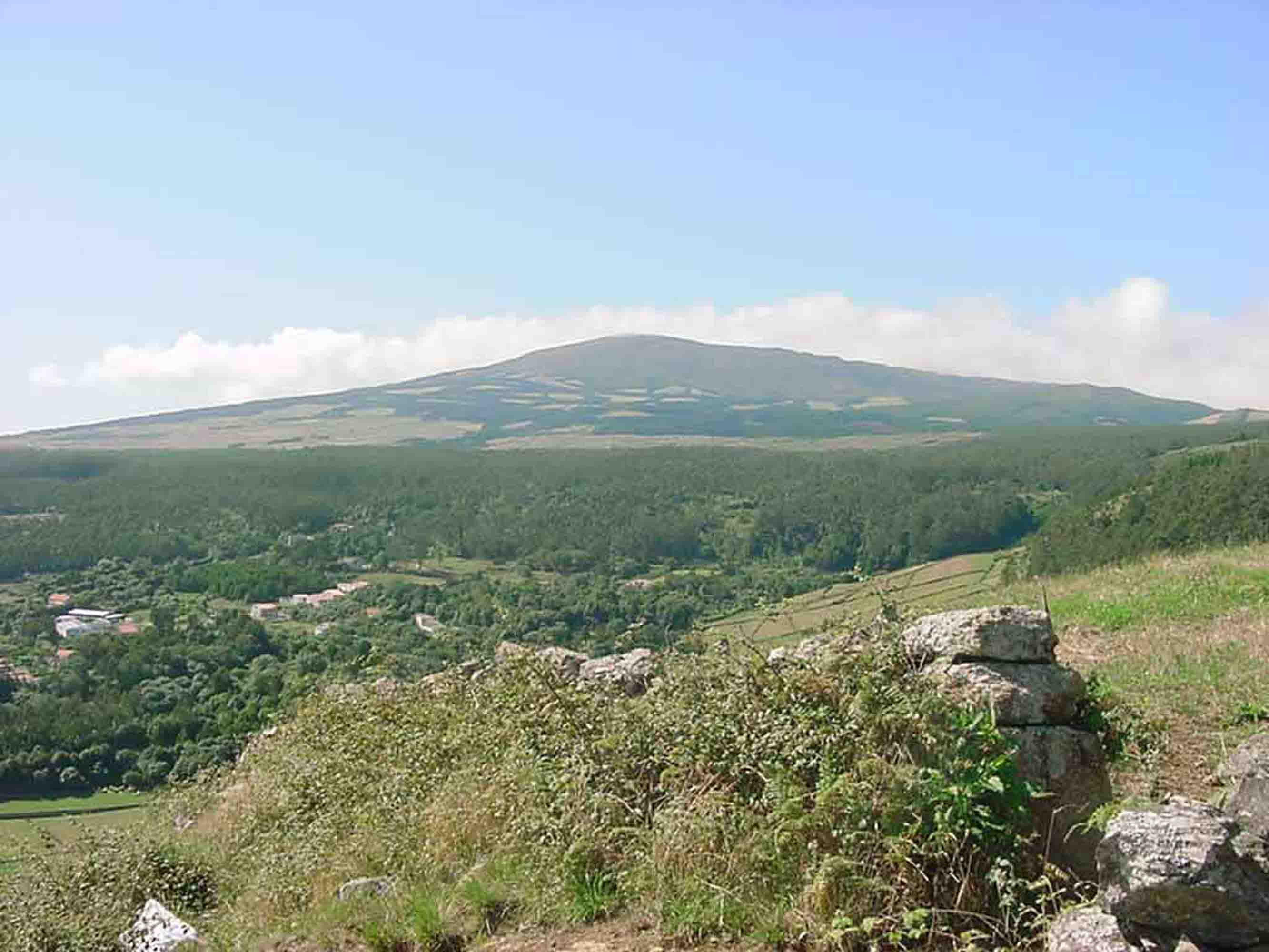
Den massiva sköldvulkanen Santa Bárbara, ön Terceiras högsta punkt

Angra upptar ön Terceiras södra kust. Den är centrum för militär ledning och biskopssäte för ett av romersk-katolska kyrkans stift. Dess främsta byggnadsverk är katedralen, en militärskola, en arsenal och ett observatorium. Hamnen, som idag har lite kommersiell och strategisk betydelse (men förr var en stor handels- och örlogshamn), skyddas i väster och sydväst av den udden Monte Brasil, men är numera av mindre betydelse än de närliggande hamnarna i Ponta Delgada på ön São Miguel och Horta på ön Faial.

### Ekoregioner/Naturskyddsområden
| - Algar do Carvão - Baía de Angra do Heroísmo - Baía das Pontas - Baía da Salga - Baía do Refugo - Baía dos Salgueiros - Furna de Água - Galerias da Feteira - Gruta do Natal | - Gruta Brisa Azul - Gruta das Mercês - Gruta do Zé Grande - Gruta das Cinco Ribeiras - Gruta das Agulhas - Gruta dos Ratões - Ilhéus das Cabras - Lagoa do Negro - Monte Brasil | - Parque de Campismo das Cinco Ribeiras - Porto das Cinco Ribeiras - Ponta do Queimado - Prainha - Serra do Morião ou da Nasce Água - Serra da Ribeirinha - Serra de Santa Bárbara - Zona Balnear do Negrito - Zona de Protecção Especial do Ilhéu das Cabras |

## Politik och styre

### Administrativ indelning
Administrativt är Angra do Heroísmo kommun indelad i flera civila församlingar, som historiskt var församlingsenheter under Romersk-katolska kyrkan. Efter fördrivningen av de religiösa ordnarna från Portugal anpassades dessa territoriella enheter till sekulära som blev grunden till ett lokalt styre. I en civil kontext är en församling (freguesia på portugisiska) helt enkelt en underindelning av en kommun (concelho eller município). De nitton civila församlingarna i Angra do Heroísmo är:
| - Altares - Cinco Ribeiras - Doze Ribeiras - Feteira - Nossa Senhora da Conceição - Porto Judeu - Posto Santo | - Raminho - Ribeirinha - Santa Bárbara - Santa Luzia - São Bartolomeu de Regatos - São Bento - São Mateus da Calheta | - São Pedro - Sé - Serreta - Terra Chã - Vila de São Sebastião |

Tretton av församlingarna har ett tusental invånare eller mer och 88,71% bor i dessa större församlingar. Omkring 11,3% av befolkningen bor i de återstående sex mindre församlingarna. Den befolkningsmässigt största av församlingarna är Nossa Senhora da Conceição (Vår fru i Conception), och den minsta är Serreta. Den geografiskt största är Porto Judeu, och den minsta är Santa Luzia.

## Demografi

### Utbildning
Azorernas universitet, som har sitt största campus på ön São Miguel, har ett mindre campus i Angra do Heroísmo, där avdelningen för lantbruksvetenskap (Departamento de Ciências Agrárias) ligger.
'Instituto Histórico da Ilha Terceira (IHIT), som på portugisiska betyder "Ön Terceiras historiska institut", är ett privat kulturorganisation, tillägnad undersökningar och studier av Azorernas historia. Den är organiserad som en akademi, och sponsrar kurser, föreläsningar och symposier inom olika ämnen. Institutet grundades 1942 av staden Angra do Heroísmo.

## Kultur

### Sevärdheter

#### Det gamla torget
Man kan inte beskriva Angra do Heroísmo utan att nämna "Gamla torget". Det var det första portugisiska torget som särskilt utformades som ett brett öppet område vid korsningen av stadens två huvudgator. Det vanliga på medeltiden var att torgen utvecklades ganska slumpmässigt och på ett oplanerat sätt intill den lokala kyrkan eller katedralen med öppen yta väster om kyrkan och en labyrint av krokiga gator, ofta åtta eller tio till antalet, som i olika vinklar gick till torget. Angras torg däremot är ett brett och systematiskt utsträckt, belagt med gatsten, vit sandsten och svart basalt, som formar en portugisisk mosaik liknande den man hittar på trottoarer och offentliga torg i Lissabon och andra städer på fastlandet.
Det välplanerade och vackra torget i Angra kan, de facto, ha Lissabonjordbävningen 1755 att tacka för en del av sin unika karaktär. Även om Azorerna inte skadades särskilt mycket av den, så resulterade den enorma förödelsen i Lissabon i ett omfattande återuppbyggnadsprogram, lett av landets premiärminister Sebastião José de Carvalho e Melo, som, istället för att återuppbygga Lissabon såsom det var före jordbävningen, lät bygga upp centrala Lissabon, i en renare, mer rätlinjig stil. Gamla torget, som fick sin slutgiltiga form under senare delen av 1700-talet, avspeglar detta nya tankesätt, och det är utifrån kärnan som huvudvägarna i Angra do Heroísmo utgått ifrån.
Under 1800-talet, åtminstone från 1879 och framåt, har Gamla torget används av militärorkestrar vid 10:e Chasseurregementet, vars kaserner ligger i São João Baptistas fästning; i mer än ett halvt århundrade har de regelbundet spelat musik för invånarna i Angra.
Genom dess långa historia har torget haft olika funktioner: den var marknad för höns och boskap på söndagar, den var platsen för offentliga hängningar under Portugisiska inbördeskriget, och det var härifrån som Angras tjurrusningar utgick.

#### Fästningen och försvaret av hamnen
På Monte Brasil står fästningen Castelo de São João Baptista. Den kallades ursprungligen São Filipe, då den byggdes under Filip II:s regeringstid. Denna formidabla fästning omsluter Monte Brasil med sin 4 km långa mur och sina 400 artilleripjäser vilka skyddade skepp som återvände från Indien med guld och silver.
Igreja de São Joao Baptista (Johannes döparens kyrka) står vid fortets paradområde och uppfördes till minne av den Iberiska unionens slut och Portugals återupprättade självständighet år 1640. Vid denna tid ändrade man namn på fästningen till detsamma som kyrkan.
I andra änden av Baia de Angra (Angrabukten), mitt emot Porto de Pipas (Tunnornas hamn), ligger Castelo de São Sebastião (Sankt Sebastians slott), byggt på 1500-talet på uppdrag av kung Sebastian.
Omfattningen av dess kanoner sammankopplat med räckvidden för kanonerna på Monte Brasil och tre andra mindre fort längs kusten skapade ett effektivt försvarssystem för hamnen, som tidigare varit ett favoritmål för pirater. Castelo de São Sebastião har idag förvandlats till ett bedårande hotell, en av Portugals fyrtio udda pousadas (gästgiverier i historiska byggnader). Denna förvandling bevarar dess historiska karaktär, men VVS-systemen har moderniserats och några icke synliga byggnadselement har förstärkts.

#### Religiösa byggnadsverk
Som mest hade Angra så många som nio kloster, var och en med sina egna klosterbyggnader och kyrkor. De flesta av dessa kyrkor är från stilepokerna manierismen och barocken och de är anmärkningsvärt pampiga med tanke på den dåliga kvalitén på stenen som finns på ön. Den invändiga dekorationen i dessa kyrka förlitade sig både på traditionellt snidade och förgyllda träarbeten och det rika och exotiska träet från Brasilien.
I Ladeira de São Francisco i centrala Angra ligger Igreja da Nossa Senhora da Guia (Vår fru i Guias kyrka), där sjöfararen Paulo da Gama är begravd. Han följde med sin bror Vasco da Gama på hans första resa till Indien 1497.

#### Generalkaptenens palats
Inte långt därifrån, på gatan kallad Largo Prior do Crato, ligger 1500-talsbyggnaden Palacio dos Capitães Generais (Generalkaptenens palats), som är nära kopplad till Azorernas historia. Här låg ursprungligen Jesuitskolan innan den övergavs 1759. När Generalkaptensverksamheten skapades 1766, omvandlades byggnaden till officiellt residens för Captães Generais, de som styrde över det militära, politiska och administrativa livet i öriket.

#### Bettencourts palats
Palacio dos Bettencourts (Bettencourts palats) är en vacker 1600-talsbyggnad, ursprungligen privatbostad, som nu huserar stadens bibliotek och stadsarkiv, som förvarar fler än 400 000 böcker och 2 miljoner dokument.

### Arkitektur
| - Centro Histórico - Cais da Alfândega - Cais da Silveira - Cemitério das Âncoras. - Convento de São Gonçalo - Fortaleza de São João Baptista - Forte de São Sebastião - Forte do Negrito - Forte Grande de São Mateus da Calheta - Forte do Terreiro - Forte da Maré - Forte da Má Ferramenta - Forte de São João ou do Biscoitinho - Forte das Cinco Ribeiras - Forte de Santa Catarina das Mós - Forte do Açougue | - Forte de Santo António - Forte de São Benedito - Forte de São Francisco - Castelo dos Moinhos - Reduto dos Dois Paus - Reduto dos Três Paus - Forte de Santo António - Reducto da Salga - Forte da Salga - Forte da Igreja - Forte de São Fernando - Forte de São Sebastião - Forte das Caninas - Forte das Cavalas - Forte da Greta - Forte do Zimbreiro - Igreja Velha de São Mateus da Calheta | - Jardim Duque da Terceira - Miradouro da Amoreira - Miradouro do Pico das Cruzinhas - Miradouro da Ponta do Queimado - Miradouro do Pico Matias Simão - Miradouro da Serreta - Miradouro das Veredas - Mata da Serreta - Palácio Bettencourt - Parque Municipal do Relvão - Parque Arqueológico Subaquático da Baía de Angra do Heroísmo - Parque de Campismo das Cinco Ribeiras - Porto das Cinco Ribeiras - Solar da Madre de Deus - Câmara Municipal de Angra do Heroísmo |